# Mohsen Bahrami
Pour les articles homonymes, voir Bahrami.
 (avril 2024).
La mise en forme du texte ne suit pas les recommandations de Wikipédia : il faut le « wikifier ».
Les points d'amélioration suivants sont les cas les plus fréquents. Le détail des points à revoir est peut-être précisé sur la page de discussion.
- Les titres sont pré-formatés par le logiciel. Ils ne sont ni en capitales, ni en gras.
- Le texte ne doit pas être écrit en capitales (les noms de famille non plus), ni en gras, ni en italique, ni en « petit »…
- Le gras n'est utilisé que pour surligner le titre de l'article dans l'introduction, une seule fois.
- L'italique est rarement utilisé : mots en langue étrangère, titres d'œuvres, noms de bateaux, etc.
- Les citations ne sont pas en italique mais en corps de texte normal. Elles sont entourées par des guillemets français : « et ».
- Les listes à puces sont à éviter, des paragraphes rédigés étant largement préférés. Les tableaux sont à réserver à la présentation de données structurées (résultats, etc.).
- Les appels de note de bas de page (petits chiffres en exposant, introduits par l'outil «  Source ») sont à placer entre la fin de phrase et le point final[comme ça].
- Les liens internes (vers d'autres articles de Wikipédia) sont à choisir avec parcimonie. Créez des liens vers des articles approfondissant le sujet. Les termes génériques sans rapport avec le sujet sont à éviter, ainsi que les répétitions de liens vers un même terme.
- Les liens externes sont à placer uniquement dans une section « Liens externes », à la fin de l'article. Ces liens sont à choisir avec parcimonie suivant les règles définies. Si un lien sert de source à l'article, son insertion dans le texte est à faire par les notes de bas de page.
- La présentation des références doit suivre les conventions bibliographiques. Il est recommandé d'utiliser les modèles {{Ouvrage}}, {{Chapitre}}, {{Article}}, {{Lien web}} et/ou {{Bibliographie}}. Le mode d'édition visuel peut mettre en forme automatiquement les références.
- Insérer une infobox (cadre d'informations à droite) n'est pas obligatoire pour parachever la mise en page.

Pour une aide détaillée, merci de consulter Aide:Wikification.
Si vous pensez que ces points ont été résolus, vous pouvez retirer ce bandeau et améliorer la mise en forme d'un autre article.
Mohsen Bahrami (persan: محسن بهرامی), né le 25 mars 1982 à Téhéran, est un acteur, présentateur et doubleur iranien. Il est diplômé de l'école supérieure d'art dramatique et commence sa carrière en 1994 avec la série  Friend's Footprint (persan: ردپای دوست). Sa carrière professionnelle débute réellement avec son rôle dans la pièce de théâtre Lost (persan: از دست رفته) réalisé par Farhad Aslani en 2001.

## Activités

### Théâtre
Il a commencé à jouer au théâtre en jouant dans Lost réalisé par Farhad Aslani. Ces dernières années, il a joué dans de nombreuses pièces de théâtre, dont les plus marquantes sont Cherry Orchard réalisé par Akbar Zanjanpour, Dar Amaaq réalisé par Mustafa Abdullahi, Gol va Qadar réalisé par Behzad Farahani, Rag réalisé par Ayub Aghakhani, Père réalisé par Mahmoud Zendenaam, Molly Sweeney et La maison est fermée réalisé par Shima Farahmand,,.
| Année | Afficher un nom                                      | Directeur              |
| ----- | ---------------------------------------------------- | ---------------------- |
| 2001  | Perdu                                                | Farhad Aslani          |
| 2012  | Molly Sweeney                                        | Shima Farhamand        |
| 2014  | La maison est fermée                                 | Shima Farhamand        |
| 2014  | Mon amour c'est le foot                              | Shayan Afkari          |
| 2014  | Une pièce pour vous (Play Reading)                   | Ehsan Karami           |
| 2015  | Téhéran sous les ailes des anges (lecture théâtrale) | Nader Borhani Marand   |
| 2015  | Gol va Qadaré                                        | Behzad Farahani        |
| 2015  | Les basses profondeurs                               | Mustafa Abdallahi      |
| 2015  | Joyeux anniversaire Peyman                           | Shayan Afkari          |
| 2016  | Le verger de cerisiers                               | Akbar Zanjanpur        |
| 2017  | Hafte Asr Haftome Payeez                             | Ayub Aghakhani         |
| 2017  | Le père                                              | Mahmoud Zendenam       |
| 2018  | Trucage (Doublage)                                   | Mohammad Reza Qolipour |
| 2019  | Chiffon                                              | Ayub Aghakhani         |
| 2019  | Le fils                                              | Ali Moghadam           |
| 2020  | Une chambre à l'hôtel Plaza (salle de cinéma)        | Maryam Bagheri         |
| 2021  | Manoir Qadjari                                       | Maryam Bagheri         |
| 2023  | Lecture de rhinocéros (lecture théâtrale)            | Keyvan Kasirian        |
| 2024  | Bijan et Manijeh                                     | Shokrkhoda Goodarzi    |
| 2024  | Chants de Thèbes                                     | Ayub Aghakhani         |

Dans l'une de ses conversations, Bahrami a décrit ainsi le jeu au théâtre : « Un acteur de théâtre doit toujours être prêt physiquement et dans le jeu du jeu, et il ne peut pas retoucher ses erreurs. Dans l'image, l'image de l'acteur est filmée selon la taille du cadre que le metteur en scène attend de vous. Au théâtre, vous devez être parfait et sans défaut ».

### Télévision
Jusqu'à présent, il est apparu dans des séries telles que "City Lights" réalisé par Masoud Keramati, "The Innocents" réalisé par Ahmad Amini, "It Might Happen to You Too" réalisé par Ahmad Moazzami, " Navar Zard " réalisé par Pouria Azarbaijani, Séries "Puzzle" et "Najva" réalisé par Ebrahim Sheibani et "Salaam Aghaaye Modir" réalisé par Alireza Tavana, et en plus de cela, il est apparu dans des téléfilms tels que "Dar Miyaane Saayeh Haa" réalisé par Masoud Keramati et "Hidden Wisdom". réalisé par Majid Torbati. Il a également joué un rôle dans la série télévisée «Shahrag» réalisée par Seyyed Jalal Dehghani Ashkezari,,,,.
| Année | Titre                            | Directeur              |
| ----- | -------------------------------- | ---------------------- |
| 1994  | Série Rade Paaye Dust            | Abbas Ranjbar          |
| 2004  | Série Lumières de la ville       | Masoud Keramati        |
| 2006  | Téléfilm La Sagesse Cachée       | Majid Torbati          |
| 2007  | Téléfilm Bone                    | Farhad Alizadeh Aahi   |
| 2008  | La série des Innocents           | Ahmad Amini            |
| 2008  | Dar Miyane Saaye Haa Téléfilm    | Masoud Keramati        |
| 2009  | Cela pourrait vous arriver aussi | Ahmed Moazzemi         |
| 2014  | Puzzle                           | Ebrahim Cheibani       |
| 2017  | Série Najva                      | Ebrahim Cheibani       |
| 2017  | Série Navaare Zard               | Pouria Azarbaïdjani    |
| 2019  | Salaam Aghaaye Modir             | Alireza Tavana         |
| 2020  | Série Shahrag                    | Seyyed Jalal Ashkezari |
| 2023  | Série Bazpores                   | Ahmad Moazzami         |
| 2024  | Série Hasht Paa                  | Ahmad Moazzami         |

Mohsen Bahrami était l'animateur du concours télévisé «Rade Paa» diffusé sur la chaîne IRIB TV5.
Il a également eu l'expérience de se produire dans l'émission «Radio Haft» de la chaîne de télévision IRIB Amoozesh.
Bahrami est également très présent dans l'émission "Barge Aval" produite en 1400 par iFilm Channel, qui est une émission centrée sur les livres et la lecture.

### Services multimédias en streaming
| Année | Titre                   | Rôle   | Directeur          |
| ----- | ----------------------- | ------ | ------------------ |
| 2024  | La série Asphalt Jungle | Houman | Pejman Teymourtash |

### Sévina
Bahrami a eu plusieurs collaborations avec le "Groupe Sevina" (cinéma spécial pour aveugles). Ce groupe a été créé en 2018 par Gelareh Abbasi afin de fournir des produits culturels et artistiques aux aveugles et également de soutenir les capacités des aveugles dans les domaines culturels et artistiques du pays,,,,,.
Mohsen Bahrami est également actif en tant qu'acteur radio au sein du Département Général des Arts du Spectacle de la Radio depuis 2009.
L'émission «Namvarnameh» narrée et jouée par Mohsen Bahrami est la première version radiophonique de Shahnameh, qui a commencé à diffuser le 15 mai 2022, coïncidant avec le jour de la préservation de la langue persane et de la commémoration de Ferdowsi sur IRIB Radio Namayesh,,.

### Cinéma
Le doublage du rôle d'Abbas Bin Ali dans le film " Hussein Who Said No " réalisé par Ahmad Reza Darvish a été interprété par Mohsen Bahrami.

### Livres audio et spectacles
Il a également exercé des activités importantes dans le domaine de la voix off pour des livres audio et des émissions audio, comme en témoigne sa présence en tant que narrateur et présentateur dans le livre de Sherlock Holmes, l'émission audio de Rebecca, le livre Le Portrait de Dorian Gray, Stupeur et Tremblements, etc.,.
Le rôle de Gol Mohammad de Mohsen Bahrami dans la version audio du livre Kelidar de Mahmoud Dowlatabadi, considéré comme l'une des œuvres audio persanes les plus importantes, a été bien accueilli par le public.

## Prix

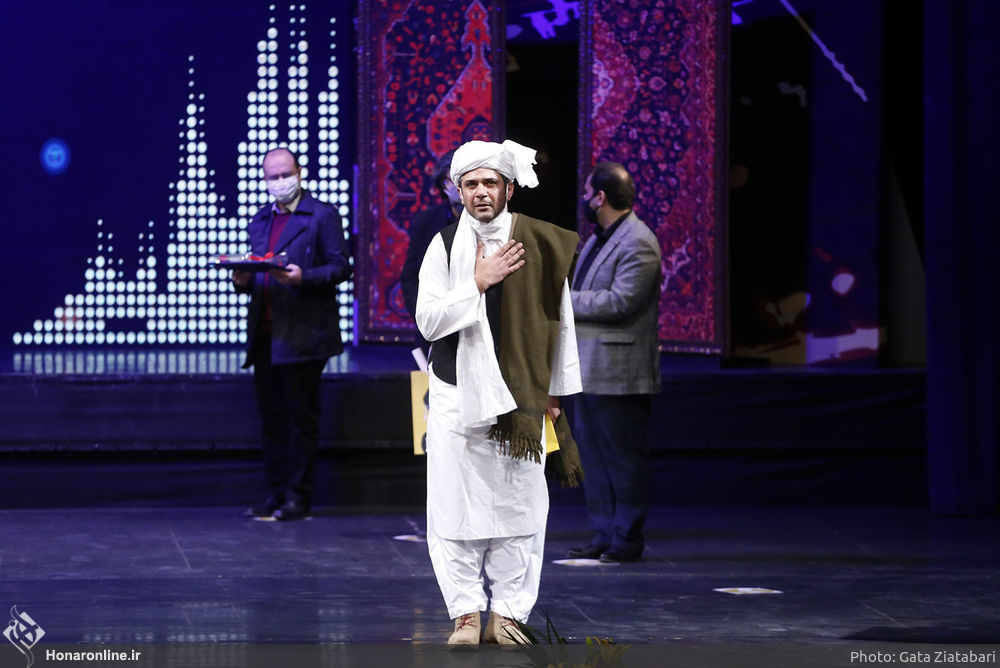
Mohsen Bahrami à la cérémonie de clôture du 36ème Festival de Musique Fajr

En 2009, Bahrami a reçu la statue du premier acteur masculin de la section dramatique radiophonique du 13e Festival de théâtre étudiant.
En outre, dans la section annonçant les œuvres électroniques du Conseil du livre pour enfants, qui s'est tenue en août 2021, Bahrami a reçu la plaque sélectionnée et "Le petit badge de poisson noir" (2019) pour la narration du livre de Sherlock Holmes.
Assistant à la cérémonie de clôture du 36ème Festival de Musique Fajr, en tant que représentant de la famille Dorpour, il a reçu un diplôme honorifique pour le meilleur chant de la musique de la région (Noor Mohammad Dorpour pour l'album Dordaneh).